# Opération Tunisie

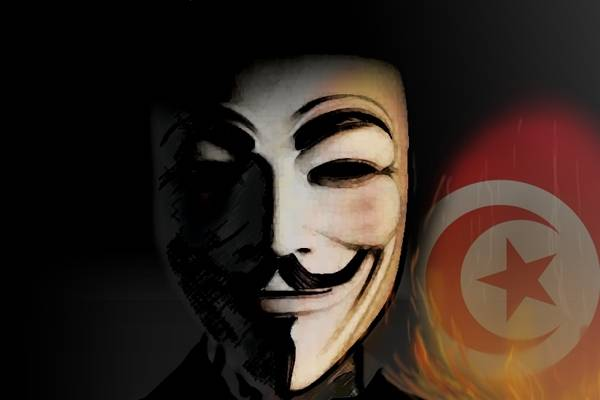
Affiche des Anonymous visant à promouvoir la révolution tunisienne de 2011.

Opération Tunisie ou Operation Tunisia est une attaque informatique perpétrée par le groupe des Anonymous et visant à soutenir les internautes tunisiens lors de la révolution de 2011.
En représailles à la censure d'Internet mise en place par le gouvernement tunisien, des membres de ce groupe piratent divers sites et portails officiels. Ces attaques ont des conséquences importantes dans la résolution de la crise, se soldant finalement par le départ du président de la République, Zine el-Abidine Ben Ali.

## Tactiques
Suivant leur traditionnelle stratégie, les Anonymous lancent une série d'attaques par déni de service (DDoS) contre des sites web du gouvernement tunisien,. En outre, ils fournissent aux manifestants des documents pour les aider à faire tomber le gouvernement en place ainsi qu'un package, entre autres choses, incluant Tor, et un script pour éviter une interception du proxy par le gouvernement.
Cette fourniture d'informations est considérée par certains comme une partie de l'Opération Leakspin (en). Les Anonymous ont également aidé à transmettre de l'information sur les manifestations ayant lieu dans le pays.

## Suites
Dans un premier temps, les Anonymous postent une vidéo sur YouTube pour déclarer leurs intentions avant de commencer leurs attaques DDoS. Sous peu, de multiples sites web du gouvernement tunisien sont mis hors service en raison de ces attaques. Les Anonymous fournissent aux manifestants, via le blogueur Slim Amamou, des logiciels d'anonymisation comme Tor. Alors que le groupe mène sa guerre en ligne, des grèves à grande échelle menées par les avocats et les enseignants ont aussi lieu, et tout ceci aboutit à la fuite du président Ben Ali le 14 janvier 2011.

## Participation tunisienne
Certains membres des Anonymous suivant le hashtag #OpTunisia sont Tunisiens, dont slim404 alias Slim Amamou. Celui-ci aide à faire passer le logiciel des Anonymous aux manifestants. Arrêté le 6 janvier 2011, il est libéré avant de devenir secrétaire d'État à la Jeunesse et aux Sports puis de démissionner pour protester contre la censure d'Internet par le gouvernement de transition.